# Ymir Entertainment
YMIR Entertainment Co., Ltd. – koreański producent i wydawca gier. Firma została założona 15 listopada 1998 roku (lub 1999 – zależnie od źródeł) w Seulu, w Korei Południowej. W firmie zatrudniono 40 programistów, dyrektorem generalnym został Dae-Young Lee.
Ymir stworzył izometryczną grę komputerową Metin; popularną i trójwymiarową Metin2 i Inferna. Metin2 w Korei Południowej firma wydała samodzielnie, natomiast prawa do dystrybucji poza krajem odsprzedał innym dystrybutorom: Gameforge AG (na Europę), CJ Japan, CIBN, Runup Game Distribution Limited jednak Runup ogłosił zamknięcie gry Metin2 która był przez nich wydawana, Z8Games&G4BOX (na USA), ONGAME Ent. (na Brazylię) i Tec-Interactive (na rynek w Singapurze).

## Historia
Po rozpoczęciu działalności w listopadzie 1998 roku, programiści Ymira rozpoczęli prace nad grą Metin, która miała premierę w lutym 2000 roku, jej strona internetowa w Chinach została uruchomiona w tego samego roku w październiku. W styczniu 2002 roku zaczęto prace nad grą Metin2, która ukazała się na rynku w 2005 roku, w Chinach i Korei, a następnie w Japonii (kwiecień 2006), Hongkongu (wrzesień) i Niemczech (grudzień). W styczniu 2007 roku gry zaczęto rozwijać i wkrótce rozpoczęto ich dystrybucję w kolejnych krajach: Metin na Tajwanie w i Japonii (luty); Metin2: na Tajwanie (marzec), kilku następnych krajach europejskich (Włochy, Wielka Brytania, Hiszpania, Portugalia, Francja – lipiec), Polsce i Ameryce Północnej (sierpień), oraz Turcji i Brazylii (październik). W 2008 roku zaczęto zamknięte beta testy gry Inferna.
26 lutego 2011 roku firma Webzen wykupiła całe udziały Ymiru stając się jej właścicielem oraz gier m.in. Metin2.